# Astrid Mathyshek

Astrid Mathyshek (2013)

Astrid Myriam Mathyshek (* 1989 in Wörth an der Donau) ist eine deutsche Opern- und Konzertsängerin (Mezzosopran), sowie Schriftstellerin.

## Leben
Mathyshek wuchs in Regensburg auf und begann mit 13 Jahren ihre professionelle Gesangsausbildung bei KMD Hubert Velten in Regensburg. Bereits als Kind unternahm sie eine rege Konzerttätigkeit. Sie war zweimalige Preisträgerin bei Jugend musiziert, im Alter von 15 Jahren und nochmals im Alter von 18 Jahren. Als Jugendliche wirkte sie in mehreren szenischen und konzertanten Musikaufführungen mit, in denen sie u. a. Cherubino in Le nozze di Figaro und die Christine in einer Inszenierung des Musicals Das Phantom der Oper sang. Von 2008 bis 2009 war sie Mitglied des Bayerischen Landesjugendchors.
Nach dem Abitur 2009 begann sie ihr Opernstudium an der Universität für Musik und darstellende Kunst Wien. Zu ihren Lehrern gehörte u. a. Anton Scharinger. Außerdem erhielt sie zusätzlichen privaten Gesangsunterricht bei Ingeborg Hallstein in München. 2013 absolvierte sie einen Operetten-Meisterkurs bei Ingeborg Hallstein. Beim Abschlusskonzert trat sie mit zwei Operettenausschnitten (Die Fledermaus, Sissy) auf.
2013 gastierte sie in der Operette Die Rose von Stambul beim Opernfestival Isny. Im Oktober 2014 sang sie den Amor in Orfeo ed Euridice in einer Aufführung mit den Prager Philharmonikern im Carf-Orff-Saal im Gasteig München. Im Oktober 2015 trat sie als Hederl in der Operette Das Dreimäderlhaus bei den Herbstlichen Musiktagen Bad Urach auf und war in dieser Rolle in einer Radioübertragung der Aufführung im SWR hören. Im selben Jahr wirkte sie bei der Fernsehübertragung eines Open-Air-Konzertes in Stazzano mit, welches vom Sender PNR Tortona live gesendet wurde.
Mathyshek gastierte bei mehreren freien Musiktheaterproduktionen und besuchte das Opernstudio in Foggia, Apulien, am Teatro Giordano. 2015 übernahm sie bei Aufführungen der freien Münchner Opernbühne „Theater werkmünchen“ in dem Opernpasticcio „Hinter den sieben Türen: Puccini trifft Geierwally“ die Partie der Angelina in La Cenerentola. 2018 sang sie die Rolle der Olga in Eugen Onegin am Ludwigstheater Aschaffenburg. 2019 war Mathyshek als Romeo in einer Aufführung von Nicola Vaccais Oper Giulietta e Romeo auf Schloss Guteneck zu hören.
Mathyshek wirkt darüber hinaus seit einigen Jahren als Autorin. Die Deutsche Nationalbibliothek hält mehrere Lyrikbände und Dramen von Astrid Mathyshek in ihrem Bestand in Frankfurt am Main und Leipzig. Während ihre Bühnenwerke unter ihrem bürgerlichen Namen erschienen, nutzt Mathyshek für Lyrik das Pseudonym „Knabenherz“.
2022 erhielt Mathyshek das Verdienstdiplom (Diploma di Benemerenza) von der Accademia napoletana di studi storici.
Im April 2025 publizierte Mathyshek eine Biografie über die Schwester Kaiserin Elisabeths, Marie in Bayern.
2024 widmete die Komponistin Susan Oswell der Mezzosopranistin Astrid Mathyshek eine „Cantata a voce sola“  mit dem Titel Die Heldin von Gaeta, deren Uraufführung für das Jahr 2025 angekündigt wurde und im Zusammenhang mit der Publikation über Marie in Bayern steht.

## Stimme und Rollenfach
Mathyshek begann ihre sängerische Laufbahn als lyrischer Koloratursopran. Während ihrer Studien entwickelte sie sich zum Mezzosopran mit ausgeprägter Koloraturfähigkeit. Durch ihr tänzerisches Training und die intensive Arbeit an der Darstellung von Männerrollen (Meisterkurs u. a. bei Diane Torr) ist Mathyshek besonders als „Male-Actress“, also als Männerdarstellerin, in Hosenrollen tätig.